# 濱尾新
- 浜尾新
- 濱尾新

濱尾 新（はまお あらた、1849年5月12日〈嘉永2年4月20日〉- 1925年〈大正14年〉9月25日）は、日本の文部官僚、政治家。旧豊岡藩士。位階勲等爵位は従一位勲一等子爵。
文部省専門学務局長、元老院議官、第8代東京帝国大学総長、文部大臣、高等教育会議議長、東宮大夫、貴族院議員、枢密顧問官、枢密院副議長・議長、内大臣を歴任した。

## 生涯
嘉永2年4月20日（グレゴリオ暦1849年5月12日）、但馬豊岡藩士・濱尾嘉平治の子として、豊岡（現在の兵庫県豊岡市）に生まれる。初名は貞次郎。
1869年9月に藩費遊学制度により、21歳で芝新銭座慶應義塾（現在の慶應義塾大学）に入学する。同窓に、中上川彦次郎、村尾真一、吉村寅太郎、矢野文雄、藤野善蔵、魔野巻蔵、秋山恒太郎、名児耶六都、小林雄七郎、城泉太郎、森下岩楠、坪井仙次郎、後藤牧太、鮫島武之助、日高壮之丞、近藤良薫、田尻稲次郎、穂積寅九郎、永田健助、中村貞吉など）慶應義塾に在学中、慶應義塾の派遣教員となって一時高島学校（藍謝堂）に赴任する。他、本所の村上英俊からフランス語を学ぶ。
1872年、文部省に出仕し、大学南校の中監事となる。1873年から1874年にかけてアメリカ合衆国に留学し、オークランドの兵学校に学ぶ。帰国後の1874年に開成学校校長心得となった。1877年、東京大学が設立されると、法理文三学部綜理補として同郷の法理文三学部綜理（のちに東京大学総理）加藤弘之を補佐した。1885年11月には、学術制度取調のためヨーロッパ各国に出張した。
1887年、ケンブリッジ大学から法学博士号を授与される。
1889年、東京美術学校（現・東京芸術大学美術学部）の創立に際し、校長事務取扱（校長代理）を拝命する。同校の幹事は岡倉覚三（天心）。
1890年に文部省専門学務局長となり、農商務省主管の東京農林学校を帝国大学に合併することを推進した。同年9月には貴族院議員（勅選議員）となっている（1911年8月まで）。1893年、帝国大学第3代総長となる。在任中の1897年6月、京都帝国大学の創設に伴い、帝国大学は東京帝国大学に改称されている。
1897年11月6日、蜂須賀茂韶に代わり第2次松方内閣の文部大臣となり、翌1898年1月12日の内閣総辞職までその任にあたった。その後、高等教育会議議長の地位にあったが、1905年12月には東京帝国大学の総長に再任され、戸水事件の対処などに当たった。総長在任中の1907年、「日露戦争の功」により男爵に叙爵された。
その後枢密顧問官、東宮大夫を歴任する。1921年には子爵に陞爵する。1924年には枢密院議長に就任した。1925年、内大臣平田東助が病気辞職した際、同日牧野伸顕が就任するまでの間に臨時代理を務めた。
枢密院議長を務めていた1925年9月24日に小石川区金富町（現・文京区春日）の自宅の庭を散歩中、枯葉を焼いていた焚火の穴の中に落ち、全身に火傷を負った。その後東京帝国大学病院に搬送されたが、翌9月25日に死去した。葬儀は帝大講堂において大学葬として神式で行われた。

## 人物
- 銅像 - 東京大学大講堂（安田講堂）南側、三四郎池側。1932年（昭和7年）、堀進二作。
- 土木総長 - 正門の意匠、銀杏並木および大講堂の位置は濱尾総長の発案といわれる[8]。
- 長電話で恐れられ、寒い中で濱尾と電話したために肺炎になって亡くなった人もいた、と幣原喜重郎が書き残している[9]。

## 系譜
男子はなく、濱尾四郎（加藤照麿の四男）を養子に迎えた。
東宮侍従を務めた濱尾実、カトリック枢機卿の濱尾文郎は、それぞれ四郎の子で、新からは孫にあたる。

## 略歴
- 1849年（嘉永2年）4月20日：出生

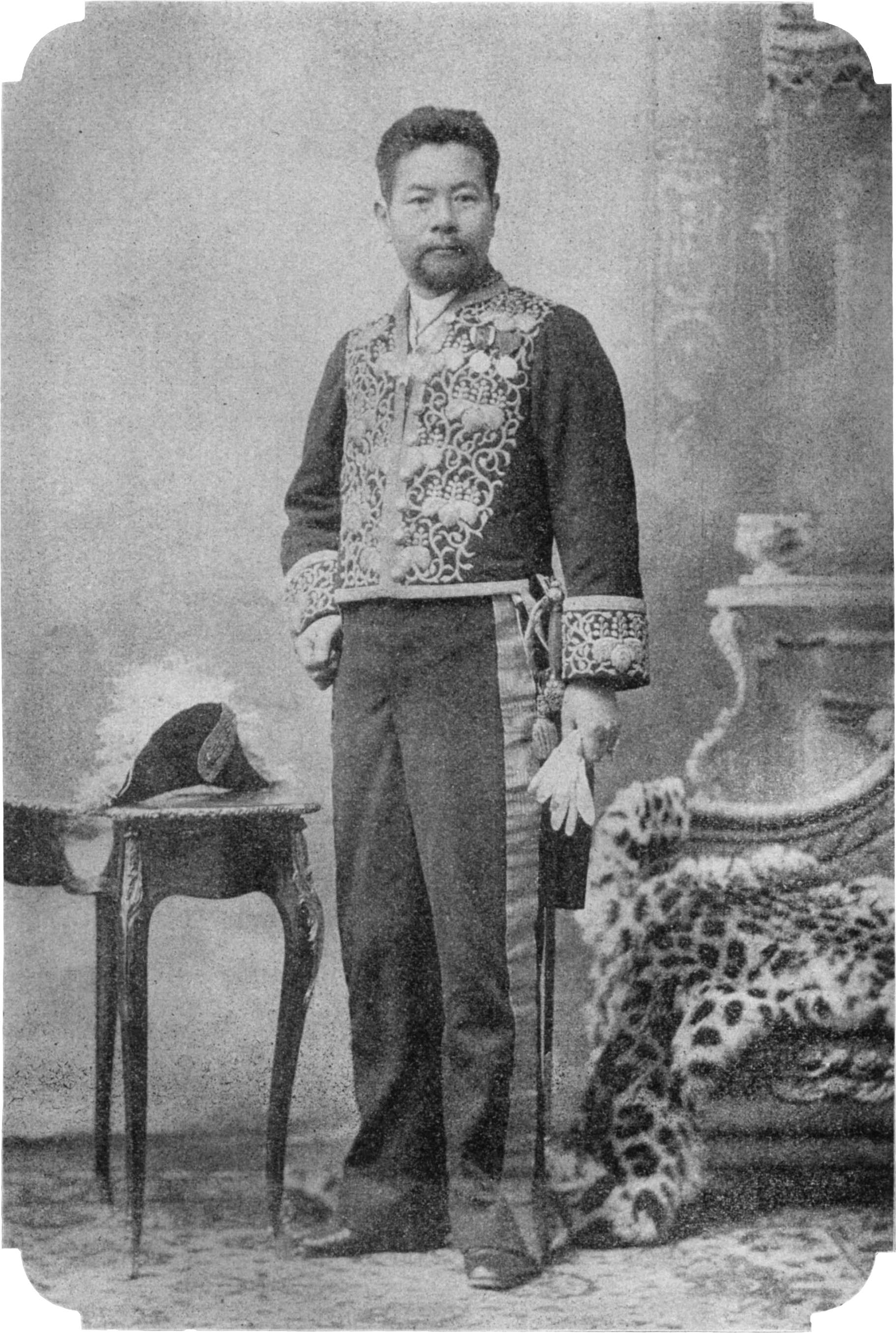
文部大臣就任当時の肖像

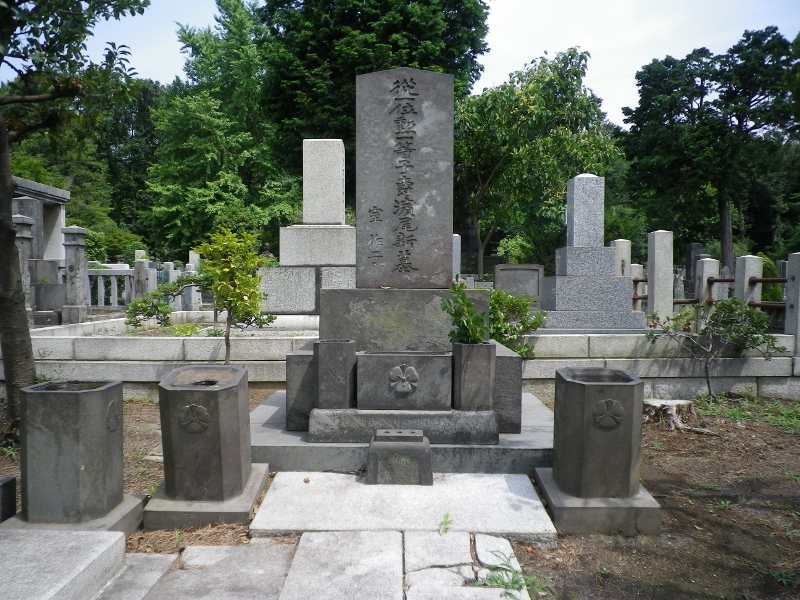
濱尾新の墓（染井霊園）

東大本郷キャンパスの濱尾新像

- 1869年（明治2年）9月:新錢座慶應義塾入塾
- 1872年（明治5年）: 文部省に出仕
- 1873年（明治6年） - 1874年（明治7年）: アメリカ合衆国に留学
- 1874年（明治7年）: 開成学校校長心得
- 1877年（明治10年）4月: 東京大学法理文三学部綜理補
- 1885年（明治18年）: 学術制度取調のためヨーロッパに派遣
- 1889年（明治22年）: 東京美術学校校長事務取扱
- 1890年（明治23年）
  - 文部省専門学務局長
  - 9月29日：貴族院勅選議員[10]（在任：～1911年8月22日[11]）
- 1893年（明治26年）3月：帝国大学総長（第3代）
- 1897年（明治30年）11月6日：文部大臣（第2次松方内閣、在任：1898年1月まで）
- 1905年（明治38年）12月14日[12]：東京帝国大学総長（第8代）（在任：1912年8月まで）[13]
- 1911年（明治44年）8月14日[14]: 枢密顧問官。これに伴い東京帝国大学総長は兼任となる。
- 1912年（大正元年）8月13日[15]:（兼）東京帝国大学総長を辞任。
- 1924年（大正13年）1月13日: 枢密院議長
- 1925年（大正14年）
  - 3月30日: 内大臣臨時代理
  - 9月25日：東京府（現在の東京都）で死去。染井霊園に埋葬される（1種イ4号1側）[16]。

## 栄典・授章・授賞
位階
- 1880年（明治13年）6月8日 - 従六位[17]
- 1881年（明治14年）1月21日 - 正六位[17]
- 1882年（明治15年）2月17日 - 従五位[17]
- 1890年（明治23年）1月16日 - 従四位[17][18]
- 1895年（明治28年）1月21日 - 正四位[17][19]
- 1897年（明治30年）11月30日 - 正三位[17][20]
- 1912年（大正元年）11月20日 - 従二位[17][21]
- 1924年（大正13年）2月15日 - 正二位[17][22]
- 1925年（大正14年）9月25日 - 従一位[17][23]

爵位
- 1907年（明治40年）9月23日 - 男爵[17][24]
- 1921年（大正10年）11月25日 - 子爵[17][25]

勲章等
| 受章年                     | 略綬 | 勲章名                   | 備考 |
| -------------------------- | ---- | ------------------------ | ---- |
| 1889年（明治22年）11月29日 |      | 大日本帝国憲法発布記念章 |      |
| 1892年（明治25年）6月29日  |      | 勲四等瑞宝章             |      |
| 1894年（明治27年）3月9日   |      | 大婚二十五年祝典之章     |      |
| 1894年（明治27年）6月19日  |      | 勲三等瑞宝章             |      |
| 1896年（明治29年）3月27日  |      | 銀杯一組                 |      |
| 1906年（明治39年）4月1日   |      | 旭日中綬章               |      |
| 1907年（明治40年）12月27日 |      | 勲二等瑞宝章             |      |
| 1914年（大正3年）12月23日  |      | 勲一等瑞宝章             |      |
| 1915年（大正4年）11月10日  |      | 大礼記念章               |      |
| 1916年（大正5年）4月1日    |      | 金杯一組                 |      |
| 1916年（大正5年）11月3日   |      | 旭日大綬章               |      |
| 1918年（大正7年）1月11日   |      | 御紋付銀杯               |      |
| 1919年（大正8年）5月7日    |      | 金杯一組                 |      |
| 1920年（大正9年）9月7日    |      | 金杯一組                 |      |
| 1921年（大正10年）7月1日   |      | 第一回国勢調査記念章     |      |
| 1921年（大正10年）11月25日 |      | 旭日桐花大綬章           |      |
| 1925年（大正14年）9月25日  |      | 帝都復興記念章           |      |

外国勲章佩用允許
| 受章年                    | 国籍           | 略綬 | 勲章名                               | 備考 |
| ------------------------- | -------------- | ---- | ------------------------------------ | ---- |
| 1910年（明治43年）6月29日 | フランス共和国 |      | レジオンドヌール勲章グラントフィシエ |      |
| 1919年（大正8年）4月17日  | 支那共和国     |      | 一等大綬嘉禾章                       |      |

## 著作
- 『開成学校講義室発会演説』東京開成学校、1877年3月、1-7頁。 NCID BA35912157。全国書誌番号:40038871 NDLJP:809632。

## 関連文献
- 「高等教育会議議長 浜尾新君」（石川半山 『当世人物評』 金港堂書籍、1902年6月 ／ 大空社〈列伝叢書〉、1995年2月、ISBN 4872365585）
- 「十五年如一日 : 浜尾大学総長夫人」（中島益吉著 『名媛の学生時代』 読売新聞社、1907年6月）
  - 芳賀登ほか編 『日本人物情報大系 第2巻 女性叢伝編2』 皓星社、1999年7月、ISBN 4774402664
- 佐々醒雪ほか 「浜尾総長と菊地総長」（『中央公論』第253号、中央公論社、1910年4月）
- 「十時と浜尾、九鬼」「中村と松崎及び浜尾」（橋南漁郎著 『大学々生溯源 上巻』 日報社、1910年5月）
  - 橋南漁郎著 『大学々生溯源 全』 大空社〈日本教育史基本文献・史料叢書〉、1992年2月、ISBN 9784872366112
- 『学士会月報』第451号（浜尾子爵追悼号）、学士会、1925年10月
- 今井登志喜 「大学教育の功労者としての浜尾新先生」（『教育』第3巻第9号、岩波書店、1930年9月）
- 「浜尾新先生」（辰野隆著 『随筆 南の窓』 創元社、1937年6月）
  - 辰野隆著 『忘れ得ぬ人々』 弘文堂書房、1939年10月 ／ 鬼怒書房、1947年4月 ／ 角川書店、1950年5月
  - 辰野隆著 『辰野隆選集 第四巻 忘れ得ぬ人々と谷崎潤一郎』 改造社、1949年4月 ／ 日本図書センター、2004年4月、ISBN 4820596152
  - 辰野隆著 『辰野隆随想全集 第1巻 忘れ得ぬ人々』 福武書店、1983年5月、ISBN 4828810838
  - 高田好胤編 『日本の名随筆 71 恩』 作品社、1988年9月、ISBN 4878939710
- 「浜尾新 : 謹直で人格第一主義」（小島直記著 『人材水脈 : 日本近代化の主役と裏方』 日本経済新聞社、1969年5月 ／ 中央公論社〈中公文庫〉、1983年8月）
  - 小島直記著 『小島直記伝記文学全集 第13巻』 中央公論社、1987年9月、ISBN 4124025939
- 入江克己 「浜尾新 : 東京帝大育ての親」（唐沢富太郎編著 『図説 教育人物事典 : 日本教育史のなかの教育者群像 中巻』 ぎょうせい、1984年4月）
- 中野実 「浜尾新」（細谷俊夫ほか編集代表 『新教育学大事典 第5巻』 第一法規出版、1990年7月、ISBN 4474147405）
- 宿南保著 『明治期郷土出身文教の偉人群 浜尾新』 吉田学院、1992年2月
- 東京大学創立一二〇周年記念刊行会編 『東京大学歴代総長式辞告辞集』 東京大学、1997年11月、ISBN 4130010735
- 吉家定夫 「豊岡藩と慶応義塾」（『近代日本研究』第17巻、慶応義塾福沢研究センター、2001年3月、NAID 120005347352）